# Sprężyna naciągowa
Zasugerowano, aby zintegrować ten artykuł z artykułem Sprężyna śrubowa. Nie opisano powodu propozycji integracji.

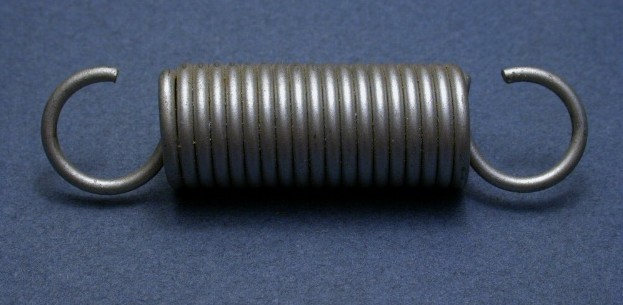
Sprężyna naciągowa

Sprężyna naciągowa – sprężyna, która w czasie pracy jest tylko rozciągana. 
Sprężyny naciągowe nie mają zwojów nieczynnych. Dla umożliwienia przyłożenia obciążenia oraz zapewnienia jego działalności wzdłuż osi sprężyny stosuje zaczepy ukształtowane poprzez odgięcie zewnętrznych zwojów sprężyny. Można również wykonać zaczepy skrócone do połówki zwoju lub wydłużone.
Sprężyny naciągowe najczęściej wykonywane są z napięciem wstępnym (do ⅓ napięcia końcowego), co pozwala na skrócenie długości sprężyny przy obciążeniu roboczym. 